# Stentjärnen (Laxsjö socken, Jämtland)
Stentjärnen är en sjö i Krokoms kommun i Jämtland och ingår i Indalsälvens huvudavrinningsområde. Stentjärnen ligger i Gråberget-Hotagsfjällen Natura 2000-område.